# Collita d'aigua de pluja
La collita d'aigua de pluja és, segons la SEMARNAT, la captació de la precipitació pluvial per usar-se en la vida diària.
Aquest tipus de pràctica ajuda en gran manera a baixar l'explotació dels mantells freàtics, ja que es deixaria d'usar aigua que podria ser potable (després de passar per algun filtre) i en comptes d'això utilitzar l'aigua de pluja en coses com el bany, regar plantes, entre d'altres, tot això redueix també la petjada hidrològica.
Actualment aquest tipus de pràctica és cada vegada més popular en climes àrids que és on sofreixen major escassetat d'aigua.

## Antecedents
Mèxic rep de mitjana cada any uns 1511 km³ d'aigua de pluges i 48,9 km³ d'importacions dels quals 1084 km³ s'evaporatranspira tornant així a l'atmosfera i 0,43 km³ s'exporten quedant solament 476 km³ d'aigua disponible anualment. D'aquesta quantitat el 80,7% es va en escorrentia artificial i el 19,3% va als aqüífers.
Amb aquestes dades es veu que realment s'està desaprofitant aquest tipus de recursos que ajuda a la disminució de la contaminació de l'aigua en gran manera.
Antigament, l'aigua de pluja era per molta gent com la principal forma de proveïment; no obstant això aquesta pràctica va ser disminuïda any rere any, això també és a causa de la contaminació que hi ha actualment (pluges àcides) i que ja no permeten utilitzar aquesta aigua per a l'ús de regadores o similars de la higiene personal.

## Procés
La collita d'aigua de pluja pot reduir fins a un 50% de l'aigua potable que s'utilitza domèsticament d'ús quotidià. La seva recol·lecció pot ser molt senzilla o més complexa depenent dels recursos.
Pot ser des de posar recipients en sostres o jardins per recol·lectar-la i posteriorment poder-la usar o fer un sistema de recol·lecció que consisteix en canals que recol·lecten l'aigua de pluja que ve del sostre i passa per un filtre per llevar part dels sediments que conté i transportar-la posteriorment al lloc d'emmagatzematge.

## Avantatges i desavantatges
Avantatges
- Ajuda al fet que llocs que no compten amb sistema de subministrament d'aigua puguin tenir aquest recurs.
- Redueix la demanda de l'aigua en les llars
- Disminueix l'ús de l'aigua potable en activitats quotidianes
- Disminueix l'impacte ambiental i la petjada hidrològica
- Redueix l'explotació dels mantells freàtics
- Encara que no és potable pot tenir altres usos com per exemple, regar jardins.

Desavantatges
- En alguns països és econòmicament inviable
- Solament plou determinades temporades
- Aquesta aigua difícilment pot ser usada com a aigua potable per la contaminació actual que té, per la qual els seus usos es limiten.
- És molt difícil solament subsistir d'aquesta aigua, ja que es necessiten grans tancs i molta àrea per poder recol·lectar tota l'aigua que es consumeix anualment per persona.